# Ulla-Britt Johansson
Ulla-Britt Johansson, född Olofsson, från säsongen 1958 Johansson, född den 31 oktober 1934, död den 2 december 2015, var en svensk friidrottare (sprinter). Hon tävlade för klubben IFK Munkfors. Hon utsågs år 1955 till Stor grabb/tjej nummer 183.